# Crocodylus suchus
Crocodylus suchus is een krokodilachtige uit de familie echte krokodillen (Crocodylidae) en de onderfamilie Crocodylinae.

## Naam en indeling
De wetenschappelijke naam van de soort werd voor het eerst voorgesteld door Étienne Geoffroy Saint-Hilaire in 1807. Oorspronkelijk werd de wetenschappelijke naam Crocodilus suchus gebruikt. De soortaanduiding suchus betekent vrij vertaald 'krokodil' en is afgeleid van het Griekse soûkhos (σοῦχος). Er is nog geen Nederlandse naam voor deze soort, die pas recentelijk als een aparte soort wordt erkend. Daarvoor werd Crocodylus suchus als ondersoort gezien van de nijlkrokodil (Crocodylus niloticus suchus).

## Verspreiding en habitat
De soort komt voor in delen van West-Afrika en leeft in de landen Benin, Burkina Faso, Centraal-Afrikaanse Republiek, Equatoriaal-Guinea, Gambia, Ghana, Guinee, Kameroen, Mali, Mauritanië, Niger, Nigeria, Senegal, Togo en Tsjaad. Over de biologie en levenswijze is nog weinig bekend. 